# Woolwich, New South Wales
Woolwich este o suburbie în Sydney, Australia.